# スティーブン・ウェイン・アンダーソン
スティーブン・ウェイン・アンダーソン（Stephen Wayne Anderson、1953年7月8日 - 2002年1月29日）は、エリザベス・ライマンの殺害のために2002年にカリフォルニア州のサン・クエンティン州立刑務所で致死注射により処刑されたアメリカ合衆国の殺人者。
彼は、仲間の囚人と少なくとも7人の契約殺人を含む少なくとも8人の他の人の殺人を殺したか、認めたことが知られている。
アンダーソンは、1971年に強盗1件、1973年に強盗3件の罪で投獄されていた。ユタ州立刑務所に収監されながら、アンダーソンは、受刑者を殺害暴行別の受刑者を、そして矯正員を暴行。アンダーソンは、彼が死刑判決を受けた犯罪の前に起こったネバダ州ラスベガスでの他の6件の契約殺人を認めた。1979年11月24日、彼は刑務所から脱出し、その後麻薬密売人のために働き、ユタ州ソルトレーク郡の東部山地で少なくとも1回の契約殺人を行った。
1980年5月26日、当時26歳だったアンダーソンは、退職したピアノ教師であった81歳のエリザベス・ライマンのカリフォルニア州ブルーミントンの家を強盗。深夜、アンダーソンはライマンの電話回線をナイフで切り、フランスのドアからガラス板を取り除いて家に押し入った。彼は部屋ごとに居住者の家をチェック。ライマンの寝室に入ったとき、彼女は目を覚まして叫んだ。アンダーソンは0.45口径の拳銃で近距離から顔を撃ち、致命傷を負わせた。彼は彼女の体を毛布で覆い、中空の弾丸から排出されたケーシングを回収し、彼は100ドル未満であるがお金を略奪した。
その後、アンダーソンはライマンのキッチンで食事を準備。怪さに気づき隣人が保安官の部署を呼んだ。彼が食事をし、テレビを見ていると、保安官がかけた電話に応答、逮捕に至る。彼は殺人を認めた。
1981年7月24日、サンバーナーディーノ郡の陪審員がアンダーソンに死刑を宣告した。
2002年1月29日に、アンダーソンはサンクエンティン州立刑務所で致死注射による処刑をうけ、太平洋時間の午前12時30分に死亡した。

## 参照資料
1. ↑  “Stephen Wayne Anderson #754”. www.clarkprosecutor.org. 2019年8月11日閲覧。
2. 1 2  Bovsun, Mara (2015年8月22日). “Stephen Wayne Anderson, a murderous creep with an IQ of 136, earned admiration and awards from the literary community while writing on death row”. New York Daily News 2018年9月16日閲覧。
3. ↑  Schulz, Dillon (2018年3月9日). “Spooky Death Dinners: The Last Meals of Death Row Inmates : Stephen Wayne Anderson”. Spooky Death Dinners. 2019年8月11日閲覧。